# Само ти
Само ти је трећи студијски албум певачице Ане Бекуте. Објављен је 1987. године у издању ПГП РТБ, као ЛП и касета. Продуцент албума и композитор свих песама је Предраг Вуковић Вукас.

## Песме на албуму
| Р.бр. | Песма                     | Музика                | Текст           | Аранжман              |
| ----- | ------------------------- | --------------------- | --------------- | --------------------- |
| 1.    | Пиши ми                   | Предраг Вуковић Вукас | Славица Вуковић | Предраг Вуковић Вукас |
| 2.    | Сарајево                  | Предраг Вуковић Вукас | Славица Вуковић | Предраг Вуковић Вукас |
| 3.    | Само ти                   | Предраг Вуковић Вукас | Славица Вуковић | Предраг Вуковић Вукас |
| 4.    | Сузе моје види, па одлучи | Предраг Вуковић Вукас | Лубурић         | Предраг Вуковић Вукас |
| 5.    | Донеси Сунце              | Предраг Вуковић Вукас | Мила Јанковић   | Предраг Вуковић Вукас |
| 6.    | Сви путеви ка теби воде   | Предраг Вуковић Вукас | Мила Јанковић   | Предраг Вуковић Вукас |
| 7.    | Сама                      | Предраг Вуковић Вукас | Славица Вуковић | Предраг Вуковић Вукас |
| 8.    | Све ми твоје недостаје    | Предраг Вуковић Вукас | Милена Романдић | Предраг Вуковић Вукас |
| 9.    | Не поклањај ми бисере     | Предраг Вуковић Вукас | Љубиша Крстић   | Предраг Вуковић Вукас |
| 10.   | Било је лепо              | Предраг Вуковић Вукас | Ранка Дикић     | Предраг Вуковић Вукас |